# هنیک سالی
هنیک سالی (انگلیسی: Henrik Salée؛ زادهٔ ۲۸ نوامبر ۱۹۵۵) دوچرخه‌سوار اهل دانمارک است.